# Cerro Quitasol

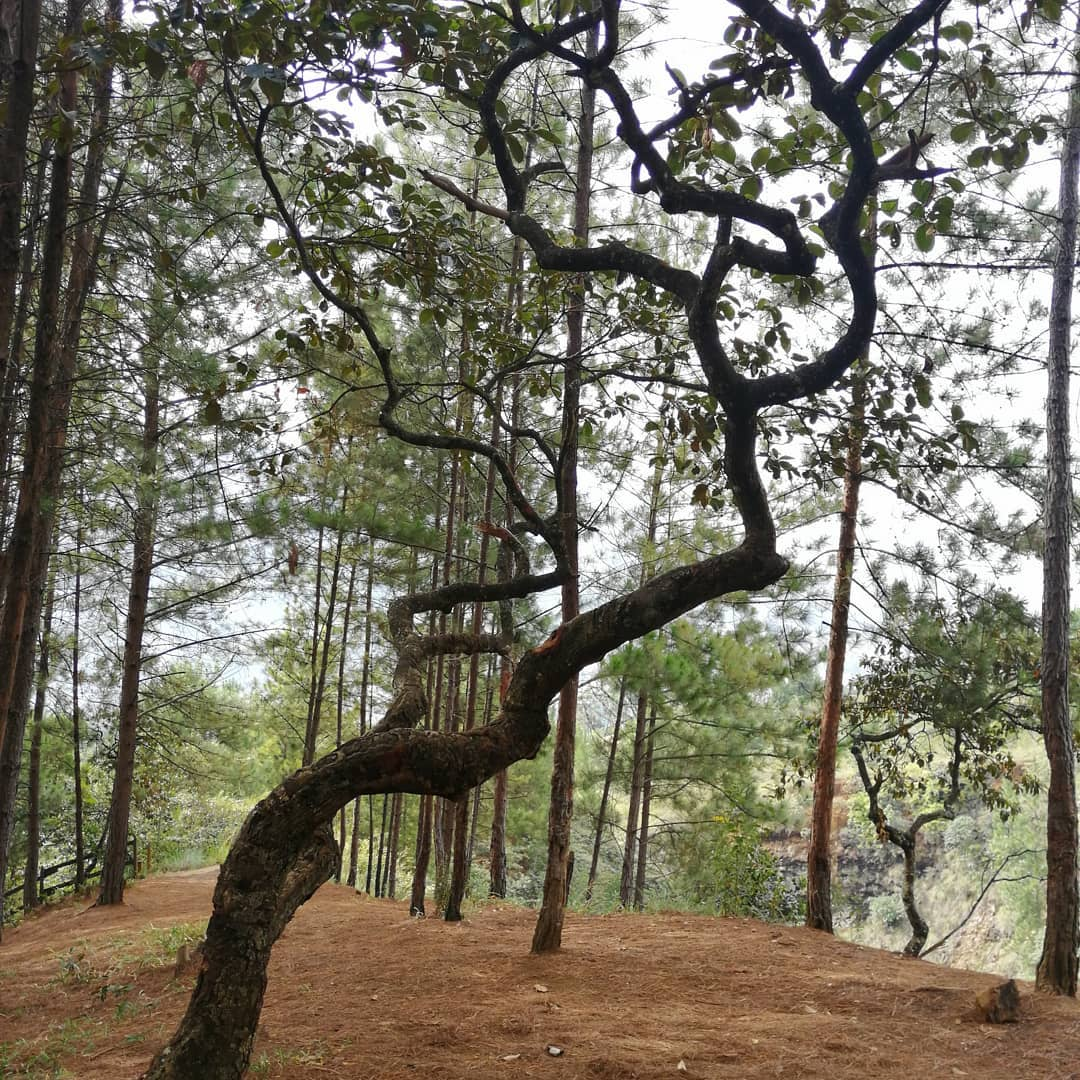
Noro. Especie representativa del bosque nativo en el Cerro Quitasol, Bello, Colombia

Quitasol es el nombre de uno de los cerros naturales más importantes del Valle de Aburrá, localizado en el municipio de Bello al norte de Medellín en el departamento de Antioquia, Colombia. Gracias a su imponente vista, se ha hecho merecedor de ser el motivo del nombre de las fiestas del municipio en el que se encuentra ubicado, conocidas como las "Fiestas del Cerro Quitasol".
El Municipio de Bello es una de las diez localidades del Área metropolitana de Medellín. En su seno emerge uno de los más imponentes cerros tutelares del Valle de Aburrá, el Cerro Quitasol, albergando una cascada con una sorprendente vida acuática.
En el Quitasol —como se le conoce comúnmente entre los bellanitas— se encuentran todavía caminos indígenas ancestrales de la comunidad indígena del Cacique Niquía. En las laderas del Cerro se encuentran evidencias de una antigua civilización que demuestran sus conocimientos de ingeniería. Estos caminos son testigos históricos del idear y la construcción de una ruta cuya historia aún yace en medio del misterio: el camino de piedra de los aburráes de Niquía. Un sendero de esta ruta comienza en el portal del cerro Quitasol, luego continúa ascendiendo por un camino de piedra construida en épocas precoloniales, con etapas de trocha y bosques; durante todo el recorrido se puede observar la inmensa variedad de especies de su flora y su fauna silvestre.
Desafortunadamente y, en especial durante los últimos años, el Cerro Quitasol también ha sido frecuentemente víctima de manos criminales que han provocado graves incendios forestales que han alterado el equilibrio de su ecosistema y su valor paisajístico con el objetivo de ganar terrenos para ampliar la infraestructura urbanística del municipio de Bello.
El 8 de febrero de 2017, ocurre el mayor incendio de alta intensidad, en donde más de 110 hectáreas quedaron pulverizadas por el fuego, duro 3 días y se apagó con ayuda de helicópteros nacionales. 
- Datos: Q5763211